# Galaxie 500
Galaxie 500是一個于1987年成立的美國另類搖滾樂團。该团体在發行三張專輯後，於1991年解散。